# Oldham Athletic Association Football Club
Oldham Athletic Association Football Club es un club de fútbol profesional en Oldham , Gran Manchester , Inglaterra.  A partir de la temporada 2024-25 , el equipo compite en la Liga Nacional , el quinto nivel del sistema de liga de fútbol inglés , pero competirá en la EFL League Two en la temporada 2025-26 después de ganar la final del play-off de la Liga Nacional de 2025 .
Fue primeramente llamado como "Pine Villa" para el 4 de julio de 1899 pasar a llamarse Oldham Athletic. Fue miembro fundador de la Premier League en 1992, y es hasta ahora el único equipo en haber jugado en la Premier League (profesional) y en la National League (semi-profesional).

## Datos del club
- Temporadas en 1ª: 1910 -1923 y 1992 - 1994.
- Temporadas en 2ª: 1907- 1910, 1924 -1935, 1953 - 1955, 1974 - 1991, 1994 - 1997.
- Temporadas en 3ª: 1935 -1953, 1955 - 1969, 1971 - 1974, 1997 - 2018.
- Temporadas en 4ª: 1969 -1971 y 2018 - 2022, 2025-presente .
- Temporadas en 5ª: 2023 -2025.
- Mayor goleada conseguida:11-1 al Southport F.C. el 26 de diciembre de 1962 en Football League Two
  - En campeonatos nacionales: 11-1 al Southport F.C. el 26 de diciembre de 1962 en Football Leag
  - En torneos internacionales:
- Mayor goleada encajada:
  - En campeonatos nacionales: 4–13 contra Tranmere Rovers, Division 3 (North), Prenton Park, 26 de diciembre de 1935
  - En torneos internacionales:
- Mejor puesto en la segunda division: 1.
- Peor puesto en la segunda division: 24.
- Máximo goleador: 141 Roger Palmer, 1980–1994
- Jugador más veces internacional: 24 Gunnar Halle – Noruega, 1991–1996
- Más partidos disputados: 525 Ian Wood, 1966–1980

## Derbis y Rivalidades
Boundary Park está a menos de 10 millas (16 km) de los cercanos estadios de la Football League de Manchester City FC , Salford City FC y Manchester United FC , con los estadios de Stockport County FC , Huddersfield Town AFC , Burnley FC , Bolton Wanderers FC , Accrington Stanley FC y Blackburn Rovers FC, todos dentro de un radio de 20 millas (32 km).
Los rivales locales tradicionales a lo largo de los años incluyen a Bolton Wanderers FC,  Bury FC,  Huddersfield Town AFC,  Rochdale AFC  y Stockport County FC,  aunque muchos de estos clubes ya no son un oponente habitual. 
Una encuesta realizada en agosto de 2019 por GiveMeSport.com reveló que los fanáticos de los Latics consideran a Rochdale como el principal rival del club con el 82% de los votos, seguido por Bolton Wanderers FC (74%), Huddersfield Town AFC (67%), Blackburn Rovers FC (58%) y Manchester United FC (52%). 
Por el contrario, el Oldham Athletic tiene una larga amistad con el Eintracht Fráncfort.  Una pequeña parte de los seguidores del Frankfurt a menudo viaja a los partidos del Oldham Athletic en Boundary Park.

## Palmarés
| Competición nacional      | Títulos          | Subcampeonatos |
| ------------------------- | ---------------- | -------------- |
| Primera División (0/1)    |                  | 1914–15        |
| Segunda División (1/1)    | 1990–91          | 1909–10        |
| Tercera División (2/0)    | 1952–53, 1973–74 |                |
| Cuarta División (0/1)     |                  | 1962–63        |
| League Cup (0/1)          |                  | 1989–90        |
| Copa Anglo-Escocesa (0/1) |                  | 1978–79        |